# Lövåstjärnen, Ångermanland
Lövåstjärnen är en sjö i Sollefteå kommun i Ångermanland och ingår i Indalsälvens huvudavrinningsområde. Sjöns area är 0,028 kvadratkilometer och den befinner sig 350 meter över havet.